# ブライアン・ラスト
ブライアン・アーサー・ラヴェル・ラスト（Brian Arthur Lovell Rust、1922年3月19日 - 2011年1月5日）は、イングランドのジャズ・ディスコグラファー。
ラストはロンドンに生まれ、5歳からレコード収集を始めた。彼は、1945年から1960年にかけて英国放送協会 (BBC) のレコード室に勤務し、放送用の選曲を手掛けていた。1948年から1970年にかけては『グラモフォン (Gramophone)』誌に寄稿し、1960年以降はフリーランスとしてレコードのライナーノーツを書き、1956年のバーナード・マイルズのEP『Over the Gate』などを手掛けた。1973年から1984年まで、キャピタル・ラジオで『Mardi Gras』という番組を担当していた。著書『Jazz Records 1897–1942』は、ジャズ分野の標準的なディスコグラフィとなっており、1961年に初版が出て以降、何度も改訂されている。ラストは、2011年1月5日に、イングランドのスワニッジ で死去した。

## 著書
- King Joe Oliver (1955) (with W. C. Allen)
- Recorded Jazz : A Critical Guide (1958) (with Rex Harris), Pelican A417
- Jazz Records 1897–1942 (1961; revised)
- The Victor Master Book, 1925–1936 (1970)
- The Dance Bands (1972)
- The Complete Entertainment Discography (1973)
- The American Dance Band Discography (1975)
- The H. M. V. Studio House Bands (1976)
- London Musical Shows on Record 1897 – 1976, General Gramophone Publications (1977)
- The American Record Label Book (1978)
- Discography of Historical Records on Cylinders and 78s (1979)
- British Music Hall on Record, General Gramophone Publications (1979)
- Brian Rust's Guide to Discography. Discographies, Number 4 Greenwood Press. (1980). ISBN 0-313-22086-7
- My Kind of Jazz. Hamish Hamilton. (1990). ISBN 978-0241127919
- Jazz and Ragtime Records 1897–1942 (6th revised and expanded ed.). Mainspring Press. (2002). ISBN 978-0967181929

## 関連文献
- Scott Yanow, Brian Rust at Allmusic
- Robert Gannon, "Brian Rust". The New Grove Dictionary of Jazz. 2nd edition, ed. Barry Kernfeld.
- Russell, Tony; Wilmer, Val (2011年3月31日). “Brian Rust obituary”. The Guardian
- Robinson, J.P. (2016年12月20日). “Hot jazz and air raids: The birth of record collecting in the UK”. Medium. 2020年3月4日閲覧。